# محمود القيسوني
البكباشي محمود القيسوني هو ضابط مصري، ولد في 23 جمادى الآخرة 1292هـ الموافق 27 يوليو 1875م. خدم في الجيش الحجازي.

## دراسته
التحق في شبابه بالمدرسة الحربية (الكلية الحربية بالقاهرة) ثم خدم عسكريا في مناطق عدة في مصر وخارجها، فقد كان له عدد من التنقلات لمواقع بمملكة مصر والسودان، حتى استقر به الحال في الحجاز وشغل منصب وكالة الحربية في الحكومة الحجازية خلفا لعزيز علي المصري منذ 18 سبتمبر 1916 حتى 24 يوليو 1920 حيث تقدم القيسوني باستقالته للملك حسين ليخلفه صبري بك العزاوي.
يذكر عبدالله فيلبي في كتابه «قلب الجزيرة العربية» عن بالقيسوني أنه كان يتحدث اللغة الإنجليزية بطلاقة. كما كان مولعا بالتصوير، وكان ينأى بنفسه عن تحزبات.

## عمله في وكالة الحربية
أسس القيسوني مدرسة الموسيقى العسكرية في مكة، وقد تخرجت من مدرسة الموسيقى العسكرية العربية أولى دفعات جوقة الموسيقى العسكرية من أبناء مكة المكرمة في 5 ربيع الثاني 1335هـ.
كما ساهم بتأسيس المدرسة الحربية الهاشمية في 3 جمادى الآخرة 1335هـ، وهي أول مدرسة للحربية في الحجاز تحت إشرافه، ويرجح المؤرخ العراقي طالب وهيم أنه كان على الأرجح صاحب الفكرة. شغلت هذه المدرسة موقع قشلة (قشلاق) الجند بجرول – والتي بقيت هناك حتى إزالتها في شعبان 1411هـ.

## رحيله عن الحجاز
كان آخر عهده بالحجاز في 24 يوليو 1920، فغادر إلى القاهرة ليكون هناك فيما بعد ياورا لوزير الحربية المصري.

## عائلته
كان أصغر أبناءه الدكتور عبد المنعم القيسوني وزيرا للمالية والتخطيط ونائبا لرئيس مجلس الوزراء المصري في عهدي جمال عبد الناصر وأنور السادات.
أما حفيده محمود عبد المنعم القيسوني فهو مؤرخ وخبير سيحي ومستشار سابق لوزير السياحة ووزيرة البيئة في مصر.